# Harbin Z-20
Der Harbin Z-20 (chinesisch 直-20, Pinyin Zhí-Èrlíng, Codename 神雕,  Shéndiāo, englisch Divine Eagle – „göttlicher Adler, magischer Adler“) ist ein beim Harbin Aircraft Industry Group in China unlizenziert entwickelter Hubschrauber auf der Grundlage des S-70/UH-60.

## Geschichte und Konstruktion
Der Harbin Z-20 (Codename: chin. 神雕, engl. „Divine Eagle“) ist ein chinesischer Mehrzweckhubschrauber mittlerer Tragfähigkeit, der von der Harbin Aircraft Industry Group (HAIG) hergestellt wird. Der Erstflug fand am 23. Dezember 2013 statt. Der Z-20 hat ein maximales Startgewicht im Bereich von 10 Tonnen (22.000 lb). Der Z-20 kann von Standorten über 4.000 m (13.000 ft) Höhe sowie vom Flugzeugträger Liaoning aus eingesetzt werden. Seine Leistung gilt als vergleichbar mit dem in den USA hergestellten Hubschrauber Sikorsky UH-60 Black Hawk, dessen zivile Variante Sikorsky S-70C-2 seit 1984 von der Volksbefreiungsarmee eingesetzt wird.
Die Luftwaffe der Volksbefreiungsarmee (PLAAF) hatte ab den 1980er Jahren einen Bedarf an einem mittelgroßen Mehrzweckhubschrauber für große Höhen, der in den Bergregionen Chinas eingesetzt werden kann. 1984 erwarb die PLAAF 24 Sikorsky S-70C-2 mit verbesserten General Electric T700-701A-Triebwerken von der US-Regierung.
Nach den Folgen der Proteste auf dem Platz des Himmlischen Friedens im Jahr 1989, die zu einem Waffenembargo der EU und der USA führten, war China nicht in der Lage, weitere Sikorsky-Flugzeuge zu kaufen. Dies führte zur Entwicklung eines einheimischen sogenannten „10-Tonnen-Hubschrauberprojekts“, das 2006 begann und am 23. Dezember 2013 zum Erstflug des Z-20 führte.
Die Hubschrauberproduktion in China erlebte einen massiven Aufschwung, nachdem die Erdbeben in Sichuan im Jahr 2008 den Wert von Hubschraubern für humanitäre Einsätze deutlich gemacht hatten. Neben der PLAAF wird der Z-20 wahrscheinlich auch von anderen Diensten der Volksbefreiungsarmee eingesetzt. Er könnte die Rolle eines Mehrzweck-Marinehubschraubers für die Marine der Volksbefreiungsarmee (PLAN) übernehmen, der klein genug ist, um mit allen PLAN-Schiffen interoperabel zu sein und gleichzeitig über eine vollständige Palette von Fähigkeiten zur U-Boot-Kriegsführung (ASW) zu verfügen.
Der Z-20 wurde mit Raketen auf Flügelmasten getestet. Seit 2015 soll eine Stealth-Z-20-Variante entwickelt werden. Ein Analyst sagte, China könne die Tarnkappenvariante relativ leicht herstellen, da es Zugang zu einem modifizierten Heckteil des MH-60 Black Hawk habe, das von pakistanischen Sicherheitskräften nach einem Absturz während des Bin-Laden-Überfalls geborgen wurde.
Der Z-20 basiert auf der bewährten S-70/UH-60 Black Hawk aus den 1970er Jahren, die China in den 1980er Jahren erwarb. Möglicherweise hat Pakistan China auch erlaubt, Wrackteile der Black Hawk der US-Spezialeinheiten zu untersuchen, die während der Tötung Osama bin Ladens am 1. Mai 2011 zurückgelassen wurden.
Der Hubschrauber verfügt über eine Fly-by-Wire-Steuerung und einen fünfblättrigen Hauptrotor. Der Black Hawk hat vier Rotorblätter. Der Heck-Rumpf-Verbindungsrahmen ist kantiger als beim Black Hawk, was für mehr Auftrieb, Kabinenkapazität und Ausdauer sorgt. Die Verkleidungen hinter den Triebwerksauspuffanlagen und Heckausleger dienen wahrscheinlich der Satellitenkommunikation oder dem Beidou-Satellitennavigationssystem.
Es wird angenommen, dass der Z-20 von dem inländischen WZ-10-Turbowellenmotor angetrieben wird, der eine Leistung von 1.700 bis 2.000 PS liefert, vergleichbar mit der neuesten Version des Black-Hawk-Motors, dem GE T700-701D. Der Z-20 verfügt außerdem über neue Technologien, die das Gewicht reduzieren und den Auftrieb verbessern, sowie über modernste Enteisungstechnologie an den Rotorblättern. Diese Eigenschaften ermöglichen den Einsatz in Höhen über 4.000 m (13.200 ft).

## Technische Daten (Z-20)
| Kenngröße             | Daten Z-20 |
| --------------------- | --- |
| Besatzung             | 2 Piloten |
| Passagiere            | k. A. |
| Länge                 | ca. 65 Fuß 7 Zoll (20 m) |
| Hauptrotordurchmesser | 52 Fuß 6 Zoll (16 m) |
| Höhe                  | ca. 17 Fuß 5 Zoll (5,3 m)                                                                                                   |

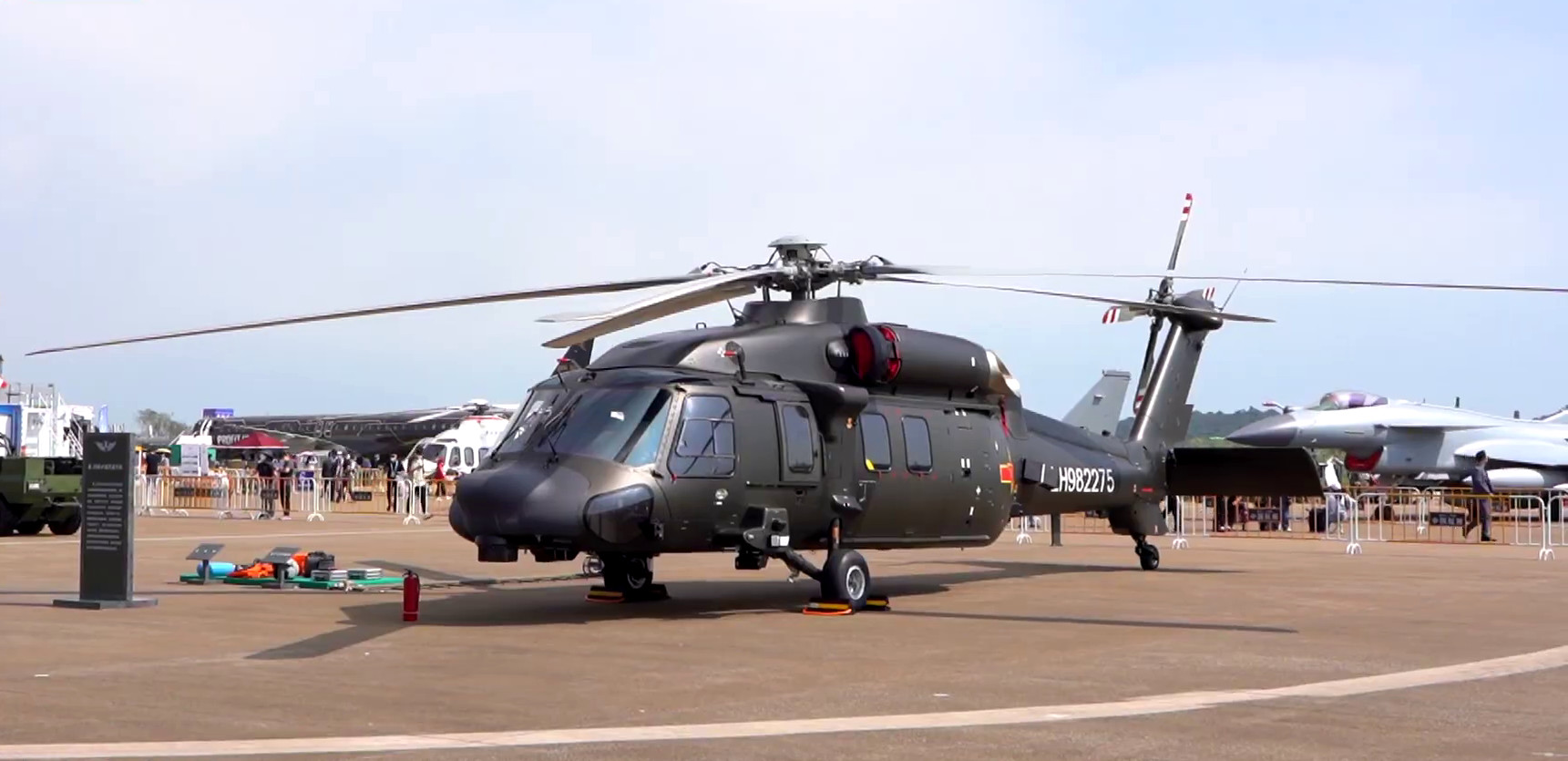
Harbin Z-20 – Airshow China 2022 in Zhuhai

| Nutzlast              | ca. 2.200 lb (1.000 kg) Fracht im Inneren, einschließlich 12–15 Soldaten und ca. 8.800 lb (4.000 kg) Fracht im Außenbereich |
| Leermasse             | ca. 5.000 kg |
| max. Startmasse       | max. Startmasse: 22.046 lb (ca. 10.000 kg)                                                                                  |
| Marschgeschwindigkeit | 160 kn (290 km/h) |
| Höchstgeschwindigkeit | 190 kn (360 km/h) |
| Steiggeschwindigkeit  | 1.400 ft/min (7,1 m/s) |
| Dienstgipfelhöhe      | ca. 20.000 Fuß (6.000 m) |
| Reichweite            | 300 Seemeilen (350 Meilen, 560 km)                                                                                          |
| Triebwerke            | 2 × Wellenturbine WZ-10, je 2.682 PS (2.000 kW) maximal                                                                     |
| Bewaffnung            | Halterungen an Türen und Fenster für Maschinengewehre                                                                       |

## Varianten
- Z-20 Basis-Transportvariante. Kann mit bis zu 8 KD-10-Raketen ausgerüstet werden.
- Z-20K Airborne-Kommando/Führungs-Variante der Luftwaffe
- Z-20S Mehrrollenfähige Variante mit modularer Ausstattung. Ausgestattet mit FLIR. Kann mit bis zu 8 KD-10-Raketen ausgerüstet werden.
- Z-20F Marine-ASW-Variante.[18][19] Ausgestattet mit Oberflächenradar unter der Nase, Pylon für Torpedos, Tauchsonar unter dem Bauch und Blasenfenster zur Beobachtung. Statt des Spornrads am Heckausleger, sitzt das Heckfahrwerk unterm Rumpf, um die Standfläche auf Schiffen zu verringern.
- Z-20J Marine-Kampf-Transport-Variante (englisch Assault Transport Helicopter)[20][21][22]

## Fußnote
1. ↑  Der Buchstabe „Z“ – im Chinesischen hier abgekürzt durch das Zeichen 直 zhí – steht als Abkürzung für Begriff zhishengji (chinesisch 直升機 / 直升机, Pinyin zhíshēngjī – „Senkrecht-Aufstieg-Flugzeug“, genauer 直升飛機 / 直升飞机,  zhíshēng fēijī – „Senkrecht-Aufstieg-Flugmaschine“) – also für Hubschrauber bzw. Helikopter im Chinesischen.